# کمروان
کمروان (به ترکی آذربایجانی: Qəmərvan) یک منطقهٔ مسکونی در جمهوری آذربایجان است که در شهرستان قبله واقع شده‌است. کمروان ۱۹۴۴ نفر جمعیت دارد.

## دین
در مسجد جامع کمروان یک هیئت مذهبی وجود دارد.